# Wolf 424
Wolf 424 è un sistema binario che comprende due nane rosse situate ad una distanza di circa 14,2 anni luce, nella costellazione della Vergine, tra le stelle Vindemiatrix e Auva.
Il sistema 424 ha un raggio orbitale medio di 4,1 UA e la sua eccentricità è di 0,28. La stella ha un periodo orbitale di 16,2 anni ed una magnitudine apparente di 12,5.
Wolf 424A è una fredda stella nana rossa con una massa solare approssimativa di 0,13 ed un raggio di circa 0,16 quello del Sole. Non è osservabile ad occhio nudo così come la sua compagna, Wolf424B, che è leggermente più piccola e ha un raggio 0,14 volte quello solare.
Il sistema binario fu scoperto da Max Wolf, pioniere dell'astrofotografia, che scoprì centinaia di stelle variabili.
Wolf 424B è una stella variabile a brillamento molto attiva e viene designata anche con il nome FL Virginis.

## Curiosità
Wolf 424 è stata identificata come "IUMMA", stella natale di un'ipotetica razza aliena che potrebbe aver iniziato a visitare la Terra negli anni sessanta, gli ummiti, e il loro ipotetico Pianeta (Ummo) potrebbe orbitare attorno alla stella binaria.
Per il momento non sono stati scoperti esopianeti su Wolf 424.